# 墨尔根
墨尔根（穆麟德轉寫：mergen），满语中使用的词汇。来源及本意有多说法:6。清初时，或译为“墨里根、墨勒根”:27。清代常见于爵号和地名。
此词最早出现在古突厥之中（羅馬化：mergen，也是古突厥人的富裕与智慧之神的名字），意思是“聪明”，或被认为是从古蒙古语借入突厥语的。而满语中的“墨尔根”一说借自达斡尔语，意为“善骑射的人”；一说也来自蒙古语，为一美号（意思有很多，如“奇丽”:6、神箭手、准确的、英明的、明智的、有远见的、眼光敏锐的、好汉爷”）。后金皇太極执政时，以“墨尔根”一词为册封的美号。天聪二年（1628年）二月，多爾袞、多鐸随兄长皇太極征讨蒙古察哈尔部。皇太極因二人军功赐以美号，赐多尔衮号曰“墨尔根代青”（穆麟德轉寫：mergen daicing:24，汉语意为“聪明的统帅”）。天聪十年（1636年），多尔衮受封和硕睿亲王（满文转写：hošo i mergen cin wang）。此时，“墨尔根”一词的汉语翻译即是“睿”:24。崇德二年（1637年）正月，皇太极册封科爾沁次妃为“和硕墨尔根福晋”，蒙古语称为“扎薩克賓圖福晉”，汉译为“和硕賢妃”。
康熙时，在今黑龙江省嫩江市境内建墨尔根城，城名得于墨尔根河。在满语生疏的背景下，当地有墨尔根来源于汉语“莫来耕”的传说。《龙沙纪略》记当地在“康熙初年，损并得石有文曰‘莫来耕’，系唐年号，故名，此不经之说。”“莫来耕”意即不要来种地，与清朝政府的封禁政策相关。当代作者解释“墨尔根”的数种来源时记，“这是对墨尔根的一种解释，跟《龙沙纪略》中所说‘且非诰诫勒石语也’的意义正好吻合。”